# Luge nos Jogos Olímpicos
O luge começou a ser disputado nos Jogos Olímpicos de Inverno na edição de Innsbruck 1964, com eventos individuais masculino e feminino e de duplas. 
Duplas é geralmente um evento misto, mas é por vezes disputado por equipes de dois homens. Atletas alemães (competindo sob os códigos EUA, GDR, FRG e GER em diferentes momentos desde 1964) dominam as competições do luge. Em 2014 foi adicionado um evento de revezamento por equipes.

## Eventos
| Evento                  | 64 | 68 | 72 | 76 | 80 | 84 | 88 | 92 | 94 | 98 | 02 | 06 | 10 | 14 | 18 | 22 |
| ----------------------- | -- | -- | -- | -- | -- | -- | -- | -- | -- | -- | -- | -- | -- | -- | -- | -- |
| Individual masculino    | •  | •  | •  | •  | •  | •  | •  | •  | •  | •  | •  | •  | •  | •  | •  | •  |
| Individual feminino     | •  | •  | •  | •  | •  | •  | •  | •  | •  | •  | •  | •  | •  | •  | •  | •  |
| Duplas                  | •  | •  | •  | •  | •  | •  | •  | •  | •  | •  | •  | •  | •  | •  | •  | •  |
| Revezamento por equipes |    |    |    |    |    |    |    |    |    |    |    |    |    | •  | •  | •  |

## Quadro geral de medalhas
| Ordem | País                   | Medalha de ouro | Medalha de prata | Medalha de bronze |    |
| ----- | ---------------------- | --------------- | ---------------- | ----------------- | -- |
| 1     | GER Alemanha           | 22              | 12               | 9                 | 43 |
| 2     | GDR Alemanha Oriental  | 13              | 8                | 8                 | 29 |
| 3     | ITA Itália             | 7               | 4                | 7                 | 18 |
| 4     | AUT Áustria            | 6               | 10               | 9                 | 25 |
| 5     | EUA Equipe Alemã Unida | 2               | 2                | 1                 | 5  |
| 6     | FRG Alemanha Ocidental | 1               | 4                | 5                 | 10 |
| 7     | URS União Soviética    | 1               | 2                | 3                 | 6  |
| 8     | USA Estados Unidos     |                 | 3                | 3                 | 6  |
| 9     | RUS Rússia             |                 | 3                |                   | 3  |
| 10    | LAT Letônia            |                 | 1                | 4                 | 5  |
| 11    | CAN Canadá             |                 | 1                | 1                 | 2  |
| 12    | ROC                    |                 |                  | 1                 | 1  |